# Союзна адміністрація в Лівії
Союзна адміністрація в Лівії (італ. Occupazione alleata della Libia, араб. احتلال الحلفاء لليبيا) — підконтрольні території Британської військової адміністрації в Лівії (англ. British Military Administration of Libya, італ. Amministrazione Militare Britannica della Libia, араб. الإدارة البريطانية العسكرية في ليبيا) в Киренаїці та Триполітанії з листопада 1942 року та французької військової адміністрації в Феццан-Ґадамесі (фр. Territoire militaire du Fezzan-Ghadamès, араб. إقليم العسكرية من فزان-غدامس) з квітня 1943 року. 24 грудня 1951 року британські та французькі території отримали незалежність утворивши Об'єднане Лівійське королівство на чолі з Ідрисом I. 

## Історія

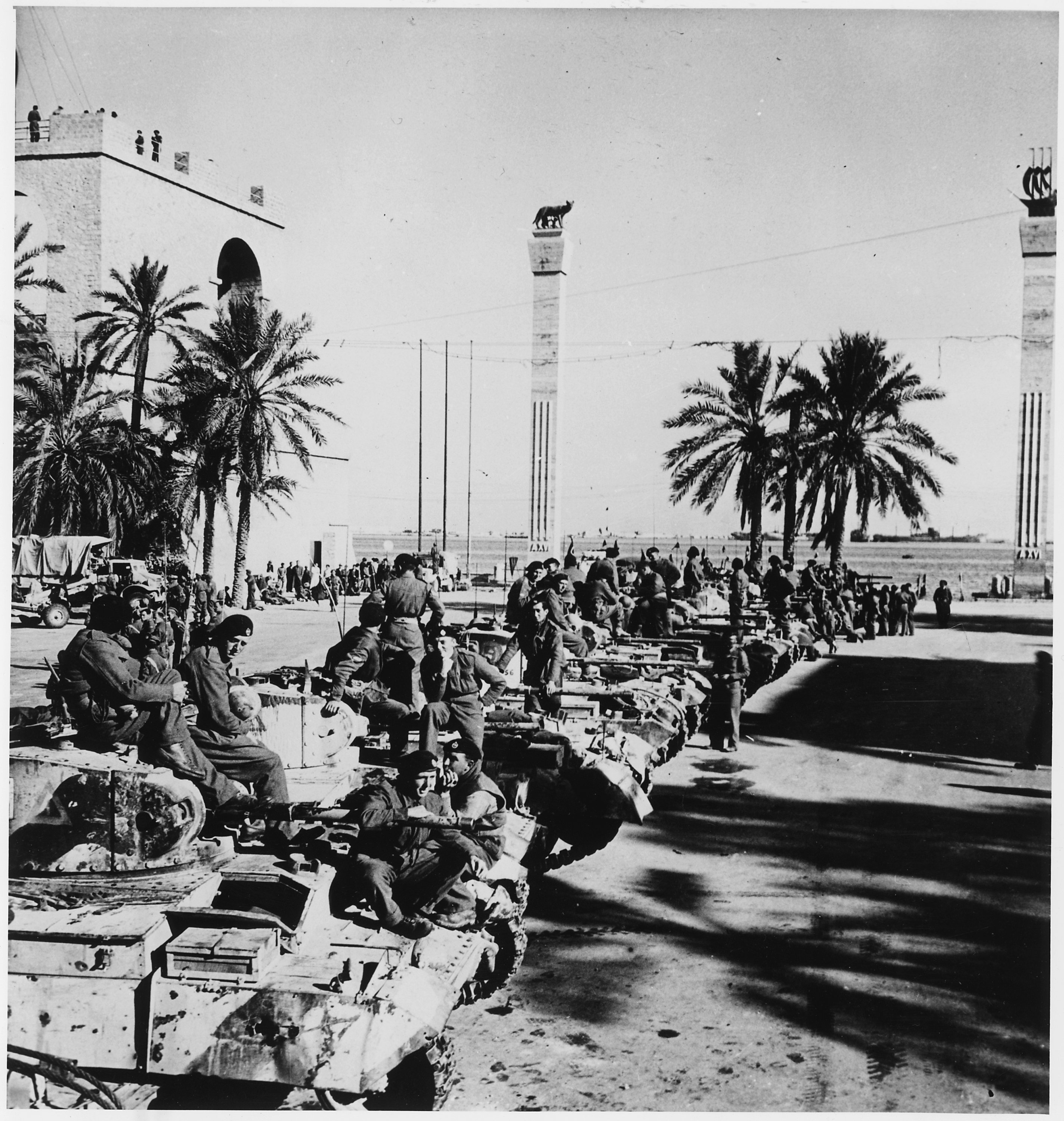
Британські танки в Триполі. Грудень 1942 року

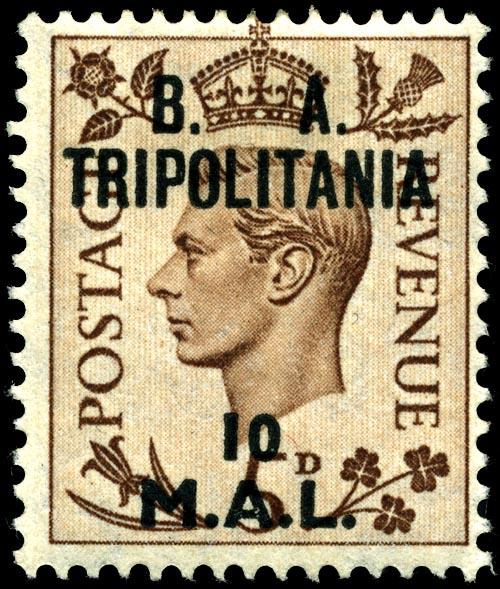
«Розмінна» марка Триполітанії. 1950 р.

У листопаді 1942 року сили британських військ захопили Киренаїку. До лютого 1943 р. останні німецькі та італійські солдати були вигнані з Лівії — Британія встановила контроль над Триполітанією, Киренаїкою. 11 квітня 1943 року територію Феццану захопили французькі війська.
Відповідно до мирного договору 1947 року з союзниками, Італія відмовилася від всіх претензій щодо Лівії. На своїх територіях Франція намагалася побудувати ту ж модель управління, яка існувала в Французькому Алжирі і доклала чимало зусиль для того, щоб зрештою інтегрувати регіон адміністративно і фінансово з цими так-званими Південними територіями. У серпні 1943 року, Французький комітет національного визволення попросив генерала Шарль Де Голля офіційно анексувати Феццан враховуючи його стратегічне значення.
У червні 1948 р. під час антиєврейських бунтів у Лівії загинули 12 євреїв та знищили 280 єврейських будинків. В результаті цих антиєврейських нападів та заснування держави Ізраїлю, призвели до того, що багато євреїв змушені були втікати із Лівії. В 1948—1951 рр. 30 972 лівійських євреїв переселилися в Ізраїль. До 1970-х років решта лівійських євреїв (близько 7000) були евакуйовані до Італії. 
У 1949 році за підтримки Сполученого Королівства був створений Емірат Киренаїки — Саїд Ідрис оголосив себе еміром Киренаїки на «національної конференції» в Бенгазі. Триполітанія залишилася й далі під керуванням британської військової адміністрації до об'єднання територій.  В 1950 році на британських територіях статус військової адміністрації був змінений на громадянську.
У 1948 році місто Ґадамес був примусово приєднаний до Французького Тунісу, а Гат відійшов до Алжирської Сахари. обурені лівійські націоналісти виступили проти розчленування Феццан. Спроби Франції анексувати регіон наштовхуються на опір з боку США та Великої Британії, пізніше СРСР. Дозвіл на 10-річне продовження мандату для Франції був анульований. Феццан отримав автономію у складі Лівії. Ахмед Бей Сейф був призначений головою провінції у лютому 1950 при з'їзді місцевих старійшин, а губернатор прийняв титул резидента, в той час як французькі офіцери стали «радниками».
24 грудня 1951 року британські та французькі території отримали незалежність утворивши Об'єднане Королівство Лівію на чолі з Індрисом I. 

## Грошова одиниця

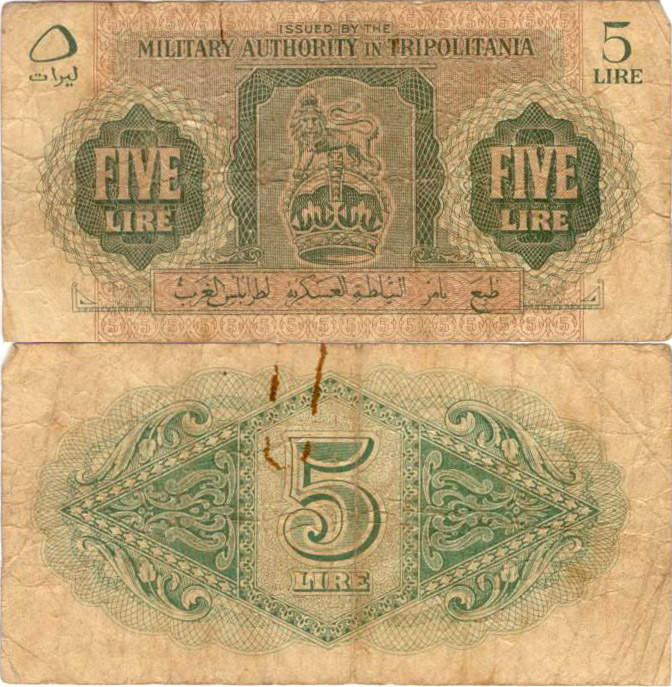
Триполітанія під британським управлінням. 5 лір, 1943—1951

В період окупації Лівійських територій британськими та французькими союзними військами монети не карбувалися. До 1947 року в обігу офіційно знаходились розмінні монети Італії, хоча розмінні монети не вилучалися з обігу до прийняття незалежності державою. На французьких територіях Фаццану та на решті територіях Південної Лівії використовувався алжирський франк. На британських територіях в Киренаїці в обігу знаходився єгипетський фунт. На території Триполітанії друкувалася ліра, яка знаходилася в обігу до 1952 року до прийняття власної валюти незалежним королівством Лівія. Нові лівійські фунти обмінювалися за курсом: 480 лір за 1 фунт. Виготовлялися бони у вигляді марок, а також паперові банкноти номінальною вартістю в 1, 2, 5, 10, 50, 100, 500 і 1000 лір.